# Lumbersexual

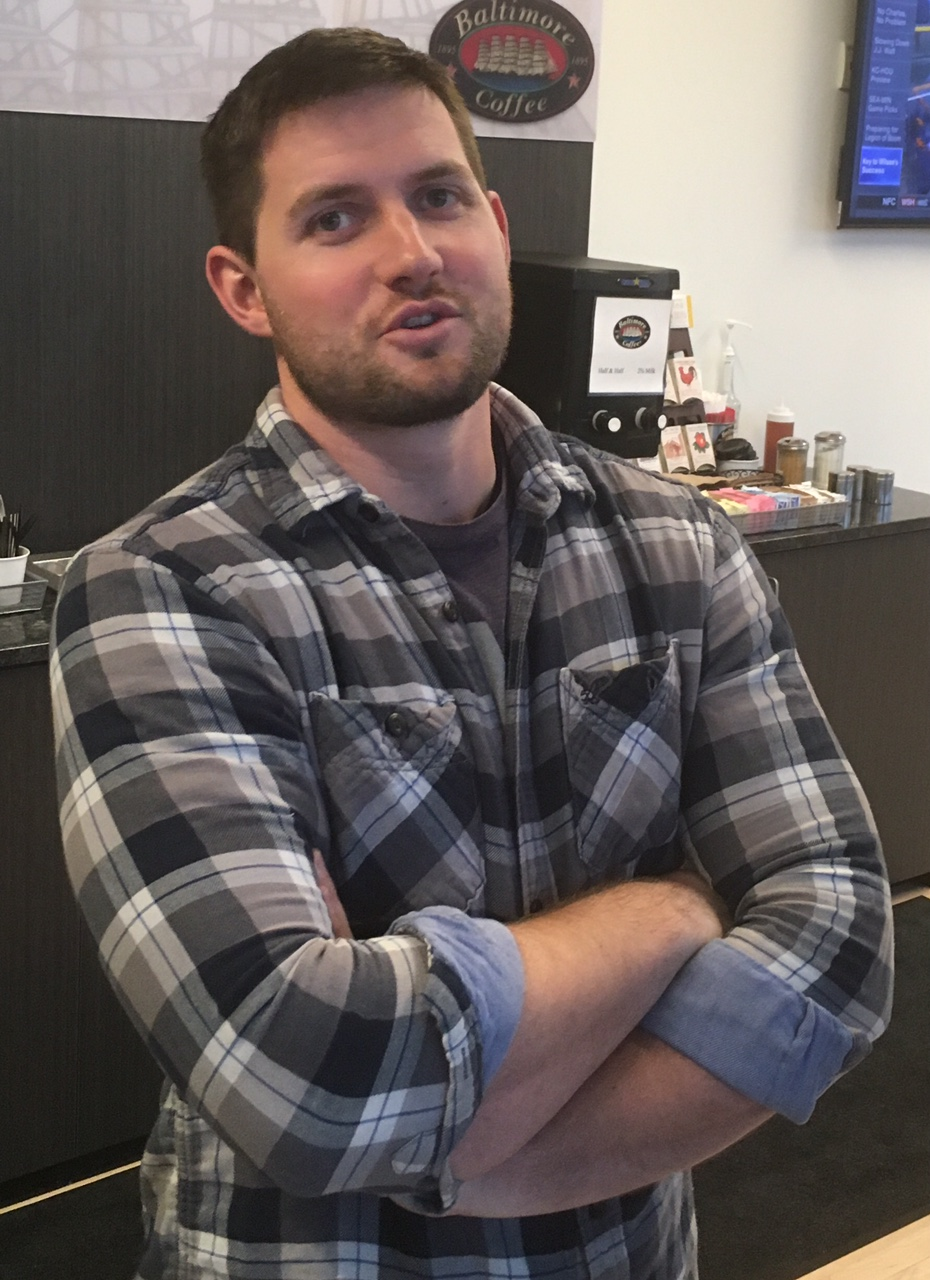
Ví dụ về phong cách thời trang lumbersexual

Lumbersexual hay lumberjack thành thị (phong cách tiều phu thành thị) là người nam giới ăn vận theo phong cách tiêu biểu điển hình của dân tiều phu Bắc Mỹ truyền thống, đó là hình ảnh râu ria xồm xoàm, chiếc áo sơ mi kẻ ca-rô và/hoặc mái tóc luộm thuộm, rối bời, thay cho lựa chọn phong cách gọn gàng, sáng sủa và hợp thời trang. Nhà báo người Mỹ Denver Nicks mô tả xu hướng này có lẽ là một nỗ lực "khôi phục lại nét nam tính".
Thuật ngữ lumbersexual là một từ ghép ra đời năm 2008, xuất phát từ hai cụm từ lumberjack (tiều phu Bắc Mỹ) và metrosexual.